# Vigeland Museum
Het Vigeland Museum (Noors: Vigelandmuseet) is een museum gewijd aan beeldhouwer Gustav Vigeland (1869-1943) in Frogner, Oslo. Het bevindt zich buiten het Frognerpark, waar de Vigeland-installatie met sculpturen van Vigeland te zijn is. Het museum maakt deel uit van de culturele afdeling van de gemeente Oslo.

## Gebouw
Het museum is gewijd aan de beroemdste beeldhouwer van Noorwegen, Gustav Vigeland (1869-1943). Het gebouw is het voormalig atelier en woonhuis van Vigeland. Zijn urn en as bevinden zich in de toren van het museum. Vigeland ontwierp zijn eigen bronzen urn en grafmonument, gelegen op de tweede verdieping. Vigeland woonde tot zijn dood op de derde verdieping. Het appartement is bewaard gebleven, met het originele interieur.
Het gebouw werd ontworpen door de architecten Lorentz Harboe Ree en Carl Buch. De bouw ervan begon in 1921. Twee jaar later ging Vigeland er wonen, nog voordat het middengedeelte en de noordelijke vleugel voltooid waren. De zuidelijke vleugel werd in 1930 voltooid. Het atelier werd gebruikt door zowel Vigeland als andere kunstenaars. Het gebouw was vanaf 1947 vrij toegankelijk, maar de officiële opening vond pas op 4 juni 1950 plaats.

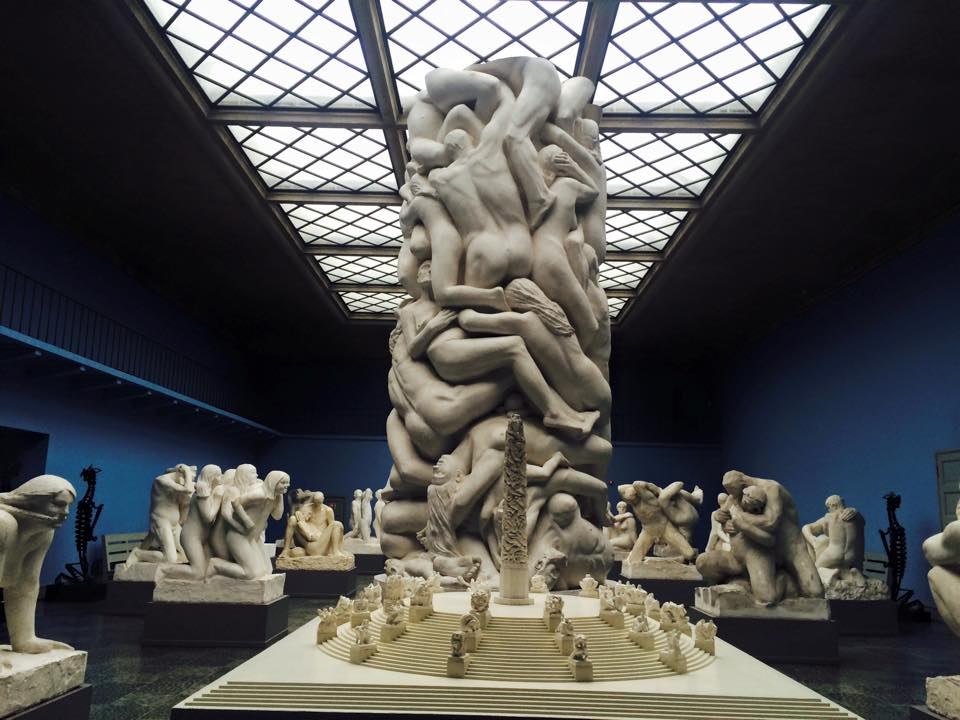
Een van de tentoonstellingshallen in het Vigeland Museum.

## Museum
Tegenwoordig toont het museum een permanente tentoonstelling met de kunst en over het leven van Vigeland, en tijdelijke tentoonstellingen met hedendaagse of historische driedimensionale kunst. Tevens is het werkproces van de kunstenaar goed gedocumenteerd. Het Vigeland Museum organiseert rondleidingen in het gebouw. Het appartement van Vigeland is op afspraak te bezichtigen.
Het Vigeland Museum vierde in 2019 het 150-jarig jubileum van Vigeland.
Tot 2020 gebruikte het museum de spelling Vigeland-museet. Deze spelling werd veranderd in Vigelandmuseet na een lange periode waarin mensen het vaak verkeerd spelden als Vigelandsmuseet (met een 's' in het midden).
Het Vigeland Museum is een cultureel monument. De bescherming, die er sinds 2015 is, omvat het gebouw inclusief Midtgården en Stenhuggergården, en een open groen gebied rond het museum.